# Syllepte kerenkonis
Syllepte kerenkonis là một loài bướm đêm trong họ Crambidae.